# Дворана Бонифика
Дворана Бонифика је вишенаменска спортска дворана у Копару, Словенија. Капацитет дворане је 5.000 седећих места. Дворана је део Спортског комплекса Бонифика, заједно са атлетским стадионом и затвореним базеном.
Површина дворане је 3.300 m2, а објекат поред велике има и три мање хале за борилачке спортове и плес. Користи се за школски спорт, тренинге, спортске програме заједнице, такмичења у кошарци и рукомету, као и за културно-забавни програм.
Од 4. до 9. септембра 2013. дворана Бонифика је била домаћин свих утакмица Групе Д Европског првенства у кошарци 2013, због чега је реновирана раније исте године.